# Liste der Naturdenkmäler in Schlanders
Die Liste der Naturdenkmäler in Schlanders (italienisch Silandro) enthält die fünf als Naturdenkmal ausgewiesenen Objekte auf dem Gebiet der Gemeinde Schlanders in Südtirol.
Basis ist das im Internet einsehbare offizielle Verzeichnis der Naturdenkmäler in Südtirol (Stand: 23. Januar 2015). Dabei kann es sich um botanische, geologische oder hydrologische Naturdenkmäler handeln. Die Reihenfolge in dieser Liste orientiert sich an der ID, alternativ ist sie auch nach dem Namen sortierbar.

## Liste
| Foto |                 | Name                                      | Standort                     | Beschreibung                              |
| ---- | --------------- | ----------------------------------------- | ---------------------------- | ----------------------------------------- |
| BW   | Datei hochladen | Enzianboden ID: 088_G01                   | 46° 40′ 30″ N, 10° 45′ 10″ O | Hydrologisches Naturdenkmal: Feuchtgebiet |
| ja   | Datei hochladen | Kortscher See ID: 088_G02                 | 46° 42′ 54″ N, 10° 46′ 37″ O | Hydrologisches Naturdenkmal: See          |
| BW   | Datei hochladen | Hungerschartensee ID: 088_G03             | 46° 43′ 9″ N, 10° 46′ 2″ O   | Hydrologisches Naturdenkmal: See          |
| BW   | Datei hochladen | Huamatgampl ID: 088_G04                   | 46° 37′ 7″ N, 10° 45′ 5″ O   | Hydrologisches Naturdenkmal: Schlucht     |
| BW   | Datei hochladen | Palabirnen beim Löwenwirtshof ID: 088_G05 | 46° 37′ 50″ N, 10° 45′ 38″ O | Botanisches Naturdenkmal: 3 Palabirnbäume |

| Foto: | Fotografie des Naturdenkmals. Klicken des Fotos erzeugt eine vergrößerte Ansicht. Daneben finden sich zwei Symbole: |
| ID    | Identifikator bei der Abteilung Natur, Landschaft und Raumentwicklung der Südtiroler Landesverwaltung               |